# Конвой №4902
Конвой № 4902 — японський конвой часів Другої світової війни, проведення якого відбувалось у вересні 1943-го.
Вихідним пунктом конвою був атол Трук у центральній частині Каролінських островів, де ще до війни створили потужну базу японського ВМФ, з якої до лютого 1944-го провадились операції в цілому ряді архіпелагів. Пунктом призначення став розташований у Токійській затоці порт Йокосука, що під час війни був обраний як базовий для логістики Труку.
До складу конвою увійшли транспорти «Кікукава-Мару», «Бокуйо-Мару» («Bokuyo Maru»), «Харуна-Мару», «Кайко-Мару», «Тайян-Мару» (Taian Maru) та «Накай-Мару № 2», тоді як супровід забезпечували есмінець «Ікадзучі» та кайбокан (фрегат) «Муцуре».
Загін полишив базу 2 вересня 1943-го. Тієї ж доби дещо більш ніж за сотню кілометрів на північ від атола конвой перехопив американський підводний човен USS Snapper. «Муцуре» виявив ворожу субмарину сонаром та атакував її глибинними бомбами, що змусило човен випустити по ньому три торпеди, одна з яких відірвала кайбокану носову частину, а друга поцілила в машинне відділення. За 12 хвилин «Муцуре» затонув, при цьому вибухнули приготовані до використання глибинні бомби. Всього разом з кораблем загинуло 46 членів екіпажу, тоді як вцілілих підібрав «Ікадзучі» (також есмінець провів безрезультатну контратаку проти USS Snapper).
4 вересня 1943-го для забезпечення додаткового ескорту з Сайпану (Маріанські острови) рушив переобладнаний мисливець за підводними човнами «Кьо-Мару № 8» (Kyo Maru No. 8). 5 вересня з цього ж острова вийшли ще два кораблі — переобладнаний тральщик «Секі-Мару № 3» та переобладнаний мисливець за підводними човнами «Кьо-Мару № 10», які взяли під охорону «Тайян-Мару» та повели його на Сайпан.
12 вересня конвой № 4902 прибув до Йокосуки.